# Schalleria ramosa
Schalleria ramosa är en kvalsterart som beskrevs av Balogh och Sandór Mahunka 1969. Schalleria ramosa ingår i släktet Schalleria och familjen Microzetidae. Inga underarter finns listade i Catalogue of Life.